# Floribert Songasonga
Floribert Songasonga Mwitwa (ur. 29 sierpnia 1937 w Kalasa, zm. 31 grudnia 2020 w Lubumbashi) – duchowny rzymskokatolicki z Demokratycznej Republiki Konga, w latach 1998-2010 arcybiskup Lubumbashi.

## Życiorys
Święcenia kapłańskie przyjął 14 sierpnia 1963. 25 kwietnia 1974 został prekonizowany biskupem Kolwezi. Sakrę biskupią otrzymał 24 sierpnia 1974. 22 maja 1998 został mianowany arcybiskupem Lubumbashi. 1 grudnia 2010 zrezygnował z urzędu.